# Ri Yu-il
Ri Yu-il (Pionyang, Corea del Norte 3 de octubre de 1984) es un entrenador   norcoreano. Actualmente es el seleccionador de la Selección femenina de fútbol de Corea del Nortey entrenador del Naegohyang SC de la liga de fútbol femenina de Corea del Norte.

## Trayectoria

### Como entrenador

#### Escuela Internacional de fútbol de Pyongyang
Ri Yu-il en 2013 fue el entrenador a cargo de la Escuela Internacional de Fútbol de Pyongyang, en donde declaró que "Estamos capacitando a nuestros estudiantes para que se conviertan en jugadores súper talentosos que puedan superar las habilidades de personas como Lionel Messi. Por ahora, creo que deberíamos dominar Asia y, en un futuro próximo, espero que alcancemos el dominio global".

#### Naegohyang SC
En la temporada 2021-22, Ri Yu-il obtuvo el campeonato de la Liga femenina de Corea del Norte con el club Naegohyang SC, entregándole el primer título en la historia de esa entidad deportiva.
La destacada temporada del Naegohyang SC, dirigida por Ri Yu-il, le permitió ser seleccionado entre los "10 mejores jugadores y entrenadores de la RPDC" para el año 2022.Esta fue la segunda vez que Ri fue seleccionado, la primera fue en 2019.
En 2024, el equipo de Ri Yu-il conquistó el título, del Festival Deportivo Nacional en Primavera derrotando al Sobaeksu en la final por 1-0.

#### Campeonato Sub-23 de la AFC 2020
En el 2019, Ri Yu-il se convirtió en el entrenador del equipo sub-23 de Corea del Norte, la selección de Corea participó en las Eliminatoria para el Campeonato Sub-23 de la AFC 2020. Corea del Norte quedó en el grupo G, la selección norcoreana ganó el grupo y se clasificó Campeonato Sub-23 de la AFC 2020, venciendo 1-0 a Mongolia,empatando 1-1 contra Singapury en el último juego derrotando a Hong Kong por 2-0.
En el 2020, se jugó el Campeonato Sub-23 de la AFC 2020. En la competición la selección norcoreana quedó en el grupo D junto a Jordania, los Emiratos Árabes Unidos y Vietnam, en el debut Corea del Norte perdió 1-2 contra Jordania,en el segundo juego volvió a caer, esta vez 2-0 contra el equipo de los Emiratos Árabes Unidos,en el último enfrentamiento del grupo, la selección dirigida por Ri Yu-il obtuvo un triunfó por 2-1 sobre el equipo vietnamita.Finalizada la fase de grupos obtuvo 3 puntos lo que no fue suficiente para clasificarse a la siguiente ronda.

### Selección absoluta femenina

#### Juegos Asiáticos 2022
En el 2023, Ri Yu-Il fue designado para dirigir la selección femenina de Corea del Norte en los Juegos Asiáticos disputados en Hangzhou, China. El equipo bajo su dirección superó la fase de grupos derrotando en dos ocasiones al equipo de Singapur. En el primer encuentro ganaron 7-0 y en el segundo juego vencieron por 10-0, lo que les permitió clasificarse para los cuartos de final.
En los cuartos de final, Corea del Norte se enfrentó al equipo de Corea del Sur, finalizando el partido con una victoria para la selección dirigida por Ri Yu-il por 4-1,lo que les aseguró un lugar en las semifinales donde tuvieron que enfrentarse a Uzbekistán. En esta instancia, Corea del Norte venció al equipo uzbeco por 8-0.
Corea del Norte logró clasificar para la final del torneo, donde se enfrentó a Japón, perdiendo finalmente por 4-1 y obteniendo así la medalla de plata en la competición.

#### Proceso clasificatorio del Campeonato de fútbol EAFF E-1 2025
Corea del Norte tuvo que disputar el proceso clasificatorio para el Campeonato de Fútbol de la EAFF E-1 2025 debido a sus años de inactividad, lo que provocó la pérdida de su ranking FIFA. La ronda preliminar se llevó a cabo del 30 de noviembre al 7 de diciembre. La selección coreana, dirigida por Ri Yu-il, quedó en el Grupo A junto a Hong Kong, Mongolia y las Islas Marianas del Norte.
En el primer encuentro, Corea del Norte ganó por 11-0.En el segundo partido, derrotó a Mongolia 19-0y finalmente, en el último enfrentamiento del grupo, venció a las Islas Marianas del Norte por 17-0,clasificándose para la ronda final con 9 puntos, anotando 47 goles y sin conceder ninguno en 3 partidos.
En el duelo final por el cupo para clasificarse al Campeonato de Fútbol de la EAFF E-1 2025, la República Popular Democrática de Corea venció a la selección de Taipéi por 5-0.

#### Torneo Preolímpico Femenino de la AFC 2024
La selección de Corea del Norte compitió por un cupo para los Juegos Olímpicos de París 2024, quedando encuadrada en el Grupo B junto a China, Tailandia y Corea del Sur. El equipo dirigido por Ri Yu-il venció a China por 2-1,empató sin goles contra Corea del Sury derrotó 7-0 a Tailandia.
En la fase final, el combinado dirigido por Ri Yu-il enfrentó a Japón en un partido de ida y vuelta. El primer duelo se jugó en Jeddah, Arabia Saudita, cambiando la sede original de Pionyang,y terminó 0-0.En el partido de vuelta en Tokio, Japón derrotó a Corea del Norte por 2-1.Después, en conferencia de prensa, Ri Yu-il lloró y se disculpó con los coreanos nacidos en Japón, prometiendo que trabajarían más duro en el futuro para obtener mejores resultados.

## Controversias
En los Juegos Asiáticos 2022, el entrenador Ri Yu-il se negó a responder una pregunta de un medio de comunicación de Corea del Sur porque utilizaban el nombre incorrecto de su país, refiriéndose al equipo de Ri, como "Corea del Norte", lo que provocó la molestia del entrenador.
En el Torneo Preolímpico Femenino de la AFC 2024, ocurrió una situación similar cuando la periodista Kim Min-ji de Canal A, de un medio de comunicación de Corea del Sur, se refirió al equipo de Ri Yu-il como "Corea del Norte". El entrenador tuvo una reacción similar debido a esta situación.

## Vida personal
Ri Yu-il es hijo del guardameta Ri Chan-myong, portero de la selección de Corea del Norte que participó en el mundial de 1966.

## Clubes
| Club                                         | País            | Año       |
| -------------------------------------------- | --------------- | --------- |
| Escuela Internacional de fútbol de Pyongyang | Corea del Norte | 2013-??   |
| Selección sub-23 de Corea del Norte          | Corea del Norte | 2019-2020 |
| Selección femenina de Corea del Norte        | Corea del Norte | 2021-     |
| Naegohyang SC                                | Corea del Norte | 2021-     |

## Palmarés

#### Torneos nacionales
| Título                                   | Equipo        | País            | Año     |
| ---------------------------------------- | ------------- | --------------- | ------- |
| Liga femenina de Corea del Norte         | Naegohyang SC | Corea del Norte | 2020-21 |
| Festival Deportivo Nacional en Primavera | Naegohyang SC | Corea del Norte | 2024    |

#### Distinciones individuales
| Distinción                                     | Año  |
| ---------------------------------------------- | ---- |
| 10 mejores jugadores y entrenadores de la RPDC | 2019 |
| 10 mejores jugadores y entrenadores de la RPDC | 2022 |